# Scheldeprijs 2022 (mannen)
De 110e editie van de Belgische wielerwedstrijd Scheldeprijs werd gehouden op 6 april 2022. De wedstrijd maakte onderdeel uit van de UCI ProSeries 2022.

## Uitslag
| Plaats  | Naam                 | Ploeg                              | Tijd     |
| ------- | -------------------- | ---------------------------------- | -------- |
| Winnaar | Alexander Kristoff   | Intermarché-Wanty-Gobert Matériaux | 4u06'02" |
| 2       | Danny van Poppel     | BORA-hansgrohe                     | + 24"    |
| 3       | Sam Welsford         | Team DSM                           | z.t.     |
| 4       | Casper van Uden      | Team DSM                           | + 26"    |
| 5       | Edward Theuns        | Trek-Segafredo                     | z.t.     |
| 6       | Kenneth Vanbilsen    | Cofidis                            | + 28"    |
| 7       | Daniel McLay         | Arkéa Samsic                       | z.t.     |
| 8       | Jasper Philipsen     | Alpecin-Fenix                      | + 30"    |
| 9       | Tim Merlier          | Alpecin-Fenix                      | + 41"    |
| 10      | Ryan Mullen          | BORA-hansgrohe                     | + 1'07"  |
| 11      | Rüdiger Selig        | Lotto Soudal                       | + 1'30"  |
| 12      | Jordi Meeus          | BORA-hansgrohe                     | z.t.     |
| 13      | Sam Bennett          | BORA-hansgrohe                     | z.t.     |
| 14      | Arnaud De Lie        | Lotto Soudal                       | + 3'30"  |
| 15      | Fabio Jakobsen       | Quick Step-Alpha Vinyl             | z.t.     |
| 16      | Nils Politt          | BORA-hansgrohe                     | z.t.     |
| 17      | Tobias Lund Andresen | Team DSM                           | z.t.     |
| 18      | Luca Mozzato         | B&B Hotels-KTM                     | z.t.     |
| 19      | Szymon Sajnok        | Cofidis                            | z.t.     |
| 20      | Emīls Liepiņš        | Trek-Segafredo                     | z.t.     |

Mannen: 1907 · 1908 · 1909 · 1910 · 1911 · 1912 · 1913 · 1914 · 1915 · 1916 · 1917 · 1918 · 1919 · 1920 · 1921 · 1922 · 1923 · 1924 · 1925 · 1926 · 1927 · 1928 · 1929 · 1930 · 1931 · 1932 · 1933 · 1934 · 1935 · 1936 · 1937 · 1938 · 1939 · 1940 · 1941 · 1942 · 1943 · 1944 · 1945 · 1946 · 1947 · 1948 · 1949 · 1950 · 1951 · 1952 · 1953 · 1954 · 1955 · 1956 · 1957 · 1958 · 1959 · 1960 · 1961 · 1962 · 1963 · 1964 · 1965 · 1966 · 1967 · 1968 · 1969 · 1970 · 1971 · 1972 · 1973 · 1974 · 1975 · 1976 · 1977 · 1978 · 1979 · 1980 · 1981 · 1982 · 1983 · 1984 · 1985 · 1986 · 1987 · 1988 · 1989 · 1990 · 1991 · 1992 · 1993 · 1994 · 1995 · 1996 · 1997 · 1998 · 1999 · 2000 · 2001 · 2002 · 2003 · 2004 · 2005 · 2006 · 2007 · 2008 · 2009 · 2010 · 2011 · 2012 · 2013 · 2014 · 2015 · 2016 · 2017 · 2018 · 2019 · 2020 · 2021 · 2022 · 2023 · 2024 · 2025
Vrouwen: 2021 · 2022 · 2023 · 2024 · 2025